# Alles Verbrecher
Alles Verbrecher ist eine Kriminalfilmreihe der ARD mit Ulrike Krumbiegel und Daniel Rodic in den Hauptrollen, die seit 2014 ausgestrahlt wird. Hauptschauplatz ist Frankfurt am Main.

## Handlung
Herta Frohwitter ist Hauptkommissarin und eine erfahrene Kommissarin. Ihr Kleidungsstil ist dabei gewöhnungsbedürftig und sehr altmodisch, ebenso wie ihr Ermittlungsstil. Ihr junger Kollege Marco Petrassi, ein italienischer Schönling, ist das ganze Gegenteil und mit den modernen Polizeimethoden bestens vertraut. Diese auch anzuwenden bedarf stets größerer Überzeugungsarbeit gegenüber seiner Chefin, die man für seine Mutter halten könnte.

## Episodenliste
| Nr. | Originaltitel                       | Erstausstrahlung | Regie             | Drehbuch                         | Zuschauer             |
| --- | ----------------------------------- | ---------------- | ----------------- | -------------------------------- | --------------------- |
| 1   | Alles Verbrecher – Eiskalte Liebe   | 17. Apr. 2014    | Jürgen Bretzinger | Susanne Schneider Dorothee Schön | 3,62 Mio. (12,2 % MA) |
| 2   | Alles Verbrecher – Leiche im Keller | 26. Feb. 2015    | Rolf Silber       | Rolf Silber                      | 3,03 Mio. (9,4 % MA)  |

## Kritiken
„Handlung, Hauptfiguren und Machart erinnern stark an Heiter bis tödlich. Tatsächlich war ‚Alles Verbrecher‘ ursprünglich für den ARD-Vorabend konzipiert. Da die Geschichte eher belanglos ist, lebt der Film umso mehr von den Hauptfiguren, die als ‚Brain & Body‘ einen reizvollen Kontrast darstellen. Gerade Ulrike Krumbiegel ist als ältliche Ermittlerin sehenswert.“
Die Frankfurter Allgemeine meinte zu der Serie: „Wer kann sich den Namen [Frohwitter] schon merken? […] Hier trifft – in etwa so steht es im Pressematerial – ‚old school‘ Mutterwitz auf attraktiven Boy mit Digitalerfahrung. Liebe Ulrike Krumbiegel, diese Frau Frohwitter kann nicht Ihr Ernst sein. Legen Sie den Fall nieder! Hilfe!“